# Bradyrrhoa
Bradyrrhoa is een geslacht van vlinders van de familie snuitmotten (Pyralidae), uit de onderfamilie Phycitinae.

## Soorten
- B. adrianae Asselbergs, 2002
- B. andryalella Chrétien, 1911
- B. cantenerella (Duponchel, 1837)
- B. confiniella Zeller, 1848
- B. divaricella Ragonot, 1887
- B. gilveolella (Treitschke, 1832)
- B. haverhaueri Ragonot, 1893
- B. holopyrrhella Ragonot, 1888
- B. luteola (La Harpe, 1860)
- B. lyratella Chrétien, 1926
- B. marianella Ragonot, 1887
- B. mesobaphella Ragonot, 1888
- B. ochrospilella Rebel, 1892
- B. subflavella Ragonot, 1887
- B. trapezella (Duponchel, 1836)